# قطعنامه ۱۴۶۷ شورای امنیت
قطعنامه ۱۴۶۷ شورای امنیت سازمان ملل متحد که در تاریخ ۱۸ مارس ۲۰۰۳ تصویب شد، سندی بین‌المللی دربارهٔ تکثیر سلاح‌های کوچک و سبک و فعالیت‌های مزدورانه: تهدید برای صلح و امنیت در غرب آفریقا است. این قطعنامه طی نشست ۴۷۲۰ام با ۱۵ رای موافق، ۰ مخالف و ۰ ممتنع تصویب شد.